# Каніто
Каніто (ісп. Nicanor Sagarduy Gonzalo, 18 березня 1931, Баракальдо — 24 червня 1998, Баракальдо) — іспанський футболіст, що грав на позиції захисника, флангового півзахисника.
Виступав за клуб «Атлетік Більбао», а також національну збірну Іспанії. Чемпіон Іспанії та чотириразовий володар Кубка Іспанії з футболу. 

## Клубна кар'єра
У дорослому футболі дебютував 1947 року виступами за команду клубу «Баракальдо», в якій провів один сезон. 
Своєю грою за цю команду привернув увагу представників тренерського штабу клубу «Атлетік Більбао», до складу якого приєднався 1948 року. Відіграв за клуб в Більбао наступні п'ятнадцять сезонів своєї ігрової кар'єри. Більшість часу, проведеного у складі «Атлетика», був основним гравцем команди. За цей час виборов титул чемпіона Іспанії, ставав володарем Кубка Іспанії з футболу (чотири рази).
Завершив професійну ігрову кар'єру у клубі «Алавес», за команду якого виступав протягом 1963—1964 років.
Помер 24 червня 1998 року на 68-му році життя у місті Баракальдо.

## Виступи за збірну
1957 року провів свій єдиний офіційний матч у складі національної збірної Іспанії.

## Титули і досягнення
- Чемпіон Іспанії (1):

«Атлетік Більбао»:  1955-1956
- Володар Кубка Іспанії з футболу (4):

«Атлетік Більбао»:  1949-1950, 1955, 1956, 1958
- Володар Кубка Еви Дуарте (1):

«Атлетік Більбао»:  1950